# Silene longipetala
Silene longipetala là loài thực vật có hoa thuộc họ Cẩm chướng. Loài này được Vent. miêu tả khoa học đầu tiên năm 1802.